# کوتایک (روستا)
کوتایک  (به ارمنی: Կոտայք) یک روستا در ارمنستان است که در استان کوتایک واقع شده‌است.   در  کیلومتری شمال هرازدان، مرکز استان کوتایک واقع شده است. .

## خصوصیات
کوتایک  ۱٬۶۴۰ نفر جمعیت دارد و در ارتفاع  متر بالاتر از سطح دریا قرار گرفته است.